# Nieuwerkerken
Nieuwerkerken är en kommun i Belgien.   Den ligger i provinsen Limburg och regionen Flandern, i den centrala delen av landet, 60 km öster om huvudstaden Bryssel. Antalet invånare är 6 701. Arean är 22,5 kvadratkilometer. Nieuwerkerken gränsar till Herk-de-Stad.
Terrängen i Nieuwerkerken är platt.
Omgivningarna runt Nieuwerkerken är en mosaik av jordbruksmark och naturlig växtlighet. Runt Nieuwerkerken är det tätbefolkat, med 343 invånare per kvadratkilometer.